# Parti démocrate neutre
Le Parti démocrate neutre (en anglais Neutral Democratic Party, en thaï พรรคมัชณิมาธิปไตย) est un parti politique populiste thaïlandais fondé le 1er octobre 2007 et dissous le 2 décembre 2008 par la Cour constitutionnelle thaïlandaise.
D'abord mené par Prachai Liewphairat (th), élu chef du parti le 15 octobre 2007, Anongwan Thepsuthin (th), épouse de Somsak Thepsuthin (en), est élue secrétaire général du parti, ce qui est une première pour le pays. Le parti fait l'histoire en élisant, le 25 février 2008, deux femmes à sa direction : Anongwan Thepsuthin (th) à la tête du parti, et Porntiwa Nakasai (th) en tant que secrétaire général. 
Le parti participe à sa première élection en 2007, lors des élections législatives, où il n'enregistrera que 1,45% des suffrages en liste proportionnel, mais toutefois 5,30% des suffrages en circonscription, ce qui lui permet d'obtenir 7 sièges à la Chambre des représentants. Lors de la constitution du gouvernement de coalition, il rentre dans celui de Samak Sunthorawet, chef du Palang Prachachon arrivé en tête lors des élections.
Le parti est dissous le 2 décembre 2008 par la Cour constitutionnelle thaïlandaise, avec le Palang Prachachon et le Parti de la Nation thaïe, et les cadres de ces différents partis furent interdits de politique pendant cinq ans. Les membres du parti à la Chambre se tourneront alors vers le Parti de la fierté thaïe, fondé 3 jours après la dissolution du Parti démocrate neutre. Plus tard, son de facto successeur rentre dans un gouvernement de coalition, celui démocrate de Aphisit Wetchachiwa.

## Résultats électoraux

### Élections législatives
| Année | Suffrages obtenus | Suffrages obtenus | %    | %    | Élus    | Issue     |
| Année | PP                | CRC               | PP   | CRC  | Élus    | Issue     |
| ----- | ----------------- | ----------------- | ---- | ---- | ------- | --------- |
| 2007  | 528 464           | 3 844 673         | 1,45 | 5,30 | 7 / 480 | Coalition |